# الوسلاتية
الوسلاتية إحدى مدن الجمهورية التونسية، تقع في ولاية القيروان.
مدينة الوسلاتية نسبة لأ سم جبل يقع بالجهة الجنوبية والجنوبية الغربية لسهل الوسلاتية، وهو بذلك يمثل حدا طبيعيا مع سهل القيروان.
والمتصفح لكتب التاريخ والاخبار والرحلة يلاحظ انّ ذكر الجبل لم ينقطع منذ العصر الوسيط، فقد ذكر في فتاوي الونشريسي وابن الاثير والبكري وفي كتابات الادريسي والمالكي والحسن الوزان الملقّب بليون الأفريقي.
وقد برز جبل وسلات كقطب رئيسي في الحرب الاهلية بين الحسينية نسبة لحسين بن علي (1705-1740). والباشية نسبة لابن أخيه علي باشا (1740-1756).وهو ما جعل مؤرخي الفترة الحديثة يطنبون في وصفه. فقد ذكره أحمد بن أبي الضياف والوزير السراج والصغير بن يوسف الباجي وحمودة بن عبد العزيز وابن ابي دينار القيرواني …..
شهدت الجهة من حيث التسمية تحولات كثيرة وفي ذلك دلالات عميقة على ما شهدته من حضور عديد الحضارات التي عاصرتها. ففي الفترة الرومانية أطلق على جبل وسلات مونس. أما في فترة الفتح الإسلامي فقد سمّي الجبل باسم ممطور، وتذكر المصادر ان معاوية ابن حديج السكوني ” لما وصل إلى إفريقية نزل على هذا الجبل فأصابه مطر شديد فقال: انّ هذا الجبل ممطور اذهبوا بنا إلى ذلك القرن فسمي ذلك القرن ممطورا. بعدها أصبح اسمه وسلات وأهله وسالتية، وقد ورد في المشرع الملكي معلومات تفيد أنّه لمّا فتح الصحابة جلولاء وصعدوا جبل وسلات أعلنوا اسلامهم،” فقال كبير القوم: اسألوهم.ومن كثرة استعمال هذه اللفظة ردّت إلى لفظة وسلات فهذا هو السبب في تسمية وسلات”. كما ذكره الونشريسي بأوشلات، أمّا الرواية الشفويّة فإنّها ترجع أصل التسمية لكثرة السلاسل الجبلية داخل جبل وسلات، وهو متكوّن من عدّة وصلات. وقد نشأت مدينة الوسلاتية نسبة لجبل وسلات.

## أعلام
- أنيس عمري